# Napata
Napata (Nàpata; in egizio Np.t; in greco τὰ Νάπατα e Ναπάται; in latino Napăta; in meroitico Napa) è una località situata nella antica Nubia. Il nome attuale è Gebel Barkal (Sudan), ed è situata sulla riva orientale del Nilo nei pressi della città di Karima (18,5° N, 31,9° E) (circa 400 km a nord della capitale Khartum). Il sito era occupato da una città che costituiva l'insediamento permanente più meridionale del Nuovo Regno d'Egitto (XVI-XI secolo a.C.) e il principale centro di culto nubiano del dio Amon. Fu la capitale della XXV dinastia egizia (di origini nubiane) e, dopo la sua caduta nel 663 a.C., del Regno di Kush. Nel 593 a.C. fu saccheggiata dagli egizi e la capitale kushita fu trasferita a Meroe. La città fu saccheggiata una seconda volta dai Romani nel 23 a.C. ma fu ricostruita e continuò a prosperare come centro di culto di Amon.
I termini "Napata" o "Periodo napatano" possono anche riferirsi alla storia del regno kushita dalla sua ascesa intorno al 750 a.C. fino al 270 a.C., quando Napata perse il primato politico in favore di Meroe, nuovo centro di potere e di sepoltura dei reali. Il periodo successivo della storia kushita è infatti quello detto "meroitico", che si concluse con il crollo del regno.
Le "gole di Napata" sono citate nell'opera Aida di Giuseppe Verdi.

## Storia

### Origini
La fondazione di Napata è attribuita a Thutmose III intorno al 1450 a.C., contestualmente cioè all'occupazione egizia stabile della Nubia ed all'identificazione del sito di Gebel Barkal quale confine meridionale del Nuovo Regno d'Egitto. Nel 1075 a.C., il Sommo Sacerdote di Amon a Tebe, capitale dell'Egitto, divenne abbastanza potente da limitare il potere del faraone Smendes della XXI Dinastia post-Ramesside sull'Alto Egitto. Questo fu l'inizio del Terzo Periodo Intermedio (1075-664 a.C.). La frammentazione del potere in Egitto permise ai nubiani di riconquistare l'autonomia, sancita dalla fondazione del Regno di Kush che a Napata ebbe la sua capitale. Una stele eretta a Napata nel VIII secolo a.C. presenta un re kushita (il cui titolo è stato martellato) come l'unico sovrano legittimato dal dio Amon, nominando i re e i capi libici che condividevano l'Egitto a quel tempo e derivavano la loro legittimità dalla discrezione dei militari che li appoggiavano  .

### Napata capitale della Nubia e dell'Egitto

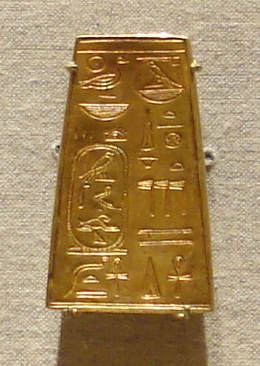
Iscrizioni su una lastra d'oro ritrovata a Napata. La scrittura utilizzata è quella dei geroglifici egizi

Nel 750 a.C. Napata era una città sviluppata, mentre l'Egitto soffriva ancora di instabilità politica. Re Kashta, il cui nome egizio significa appunto "il Kushita", ne approfittò e attaccò l'Alto Egitto. La sua politica fu perseguita dai successori Pianki e Shabaka (721-707 a.C.) che alla fine portarono l'intera Valle del Nilo sotto il controllo kushita nel secondo anno del suo regno. Complessivamente, i re kushiti governarono l'Alto Egitto per circa un secolo e l'intero Egitto per circa 57 anni, dal 721 al 664 a.C. Essi costituiscono la XXV dinastia egizia riportataci da Manetone.
L'impero egiziano riunito sotto la XXV Dinastia era esteso quanto il Nuovo Regno di Thutmose e inaugurò una rinascita. La religione, le arti e l'architettura furono riportate all'antica magnificenza. Taharqa e i suoi successori costruirono o restaurarono templi e monumenti lungo tutto il Nilo: a Menfi, Karnak, Kawa, Gebel Barkal, ecc.
Il regno di Taharqa e quello del successore Tanutamani furono segnati dai conflitti con l'impero neo-assiro. Intorno al 670 a.C., l'imperatore Esarhaddon (681-669 a.C.) conquistò il Basso Egitto ma permise ai regni locali di esistere per arruolarli come suoi alleati contro i sovrani kushiti dell'Alto Egitto, accettati con riluttanza dai potentati del Delta del Nilo. Quando Assurbanipal succedette a Esarhaddon, Taharqa convinse alcuni governanti del Basso Egitto alla ribellione contro gli assiri. Assurbanipal stroncò però la coalizione e deportò i leader egizi nella sua capitale, Ninive, nominando il capo libico Necao, sovrano di Menfi e Sais: Necao I fu il primo re della XXVI dinastia egizia (664-525 a.C.), nota anche come "dinastia saitica". Nel 664 a.C., gli Assiri diedero il colpo finale, saccheggiando Tebe e Menfi. Lo stesso anno, Taharqa morì. Il nuovo re kushita, Tanutamani (664–653 a.C.), uccise Necao I quello stesso anno quando tentò d'invadere il Basso Egitto. Tuttavia, Tantamani non fu in grado di sconfiggere gli Assiri, che sostenevano il figlio di Necao, Psammetico I. Tanutamani alla fine abbandonò il suo tentativo di conquistare il Basso Egitto e si ritirò a Napata. Tuttavia, la sua autorità sull'Alto Egitto fu riconosciuta fino al suo ottavo anno di regno (656 a.C.), quando Psammetico I inviò una flotta navale nell'Alto Egitto e riuscì a porre tutto l'Egitto sotto il suo controllo.
La XXV Dinastia si concluse con la ritirata dei suoi governanti a Napata. Fu lì (a El-Kurru e Nuri ) che tutti i faraoni della XXV Dinastia furono sepolti sotto le prime piramidi che la valle del Nilo aveva visto dal Medio Regno. La dinastia fondata da Kashta continuò a governare lo stato kushita che fiorì a Napata e poi a Meroë almeno fino al II secolo d.C.

### Napata capitale del Regno di Kush

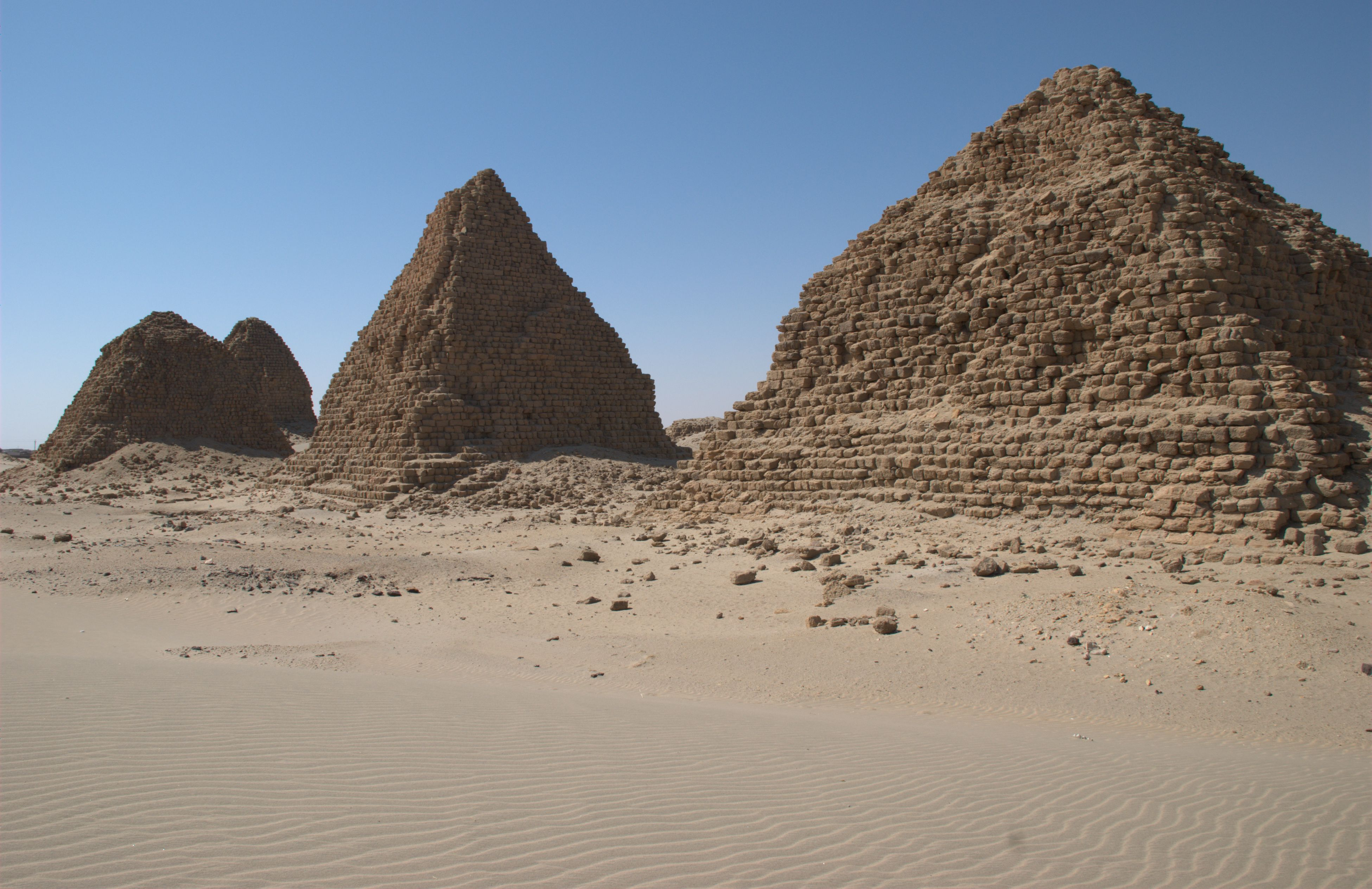
Le piramidi nubiane a Nuri, sepoltura dei sovrani kushiti di Napata.

Napata rimase il centro del Kush per altre due generazioni, dal 650 al 590 a.C. La sua economia era essenzialmente basata sull'oro ed aveva nell'Egitto della XXVI dinastia un importante alleato economico. L'architettura, i dipinti e altre forme artistiche e culturali di Napata erano estese a tutto il paese. Le usanze funerarie praticate erano quelle egizie, inclusa la rediviva moda delle piramidi. Inoltre, diverse antiche divinità egizie erano adorate: il dio più importante era il tebano Amon e il Tempio di Amon ed il Tempio di Mut erano i più importanti di Napata, situato ai piedi del Gebel Barkal.
Dopo la conquista achemenide dell'Egitto, Napata perse la sua influenza economica. La stessa regione di Napata si stava inaridendo e perdendo bestiame e messi. Un raid achemenide colpì gravemente Napata nel 591 a.C. Cresceva nel frattempo, a discapito di Napata, il potere politico ed economico di Meroe. La c.d. "isola di Meroe", una penisola formata dal Nilo e dal fiume Atbarah, era un'area ricca di ferro che stava diventando una fonte essenziale di ricchezza. Meroe alla fine divenne la capitale politica del Regno di Kush, portando all'abbandono di Napata che mantenne però il ruolo di "capitale religiosa" in quanto sede dell'incoronazione del sovrano meroitico.
Ai tempi di Augusto, Napata era la capitale del regno kushita e fu conquistata dai Romani nel 23 a.C. Infatti, per far fronte ad una rivolta scoppiata ad Alessandria d'Egitto nel 25 a.C., il governatore dell'Egitto romano Publio Petronio richiamò le truppe dalla frontiera meridionale egiziana. La candace (regina reggente di Meroe), approfittò della situazione ed invase l'Egitto, penetrando nel territorio della Tebaide e saccheggiando i templi di File. Petronio condusse allora 10.000 uomini in una campagna militare nel Kush, 870 miglia a sud di Assuan, per respingere l'esercito invasore che fu sconfitto nel 24 a.C. In seguito, i legionari marciarono fino a Napata che fu saccheggiata. La candace, costretta da Petronio al pagamento di pesanti tributi, si rivolse ad Ottaviano con il quale sancì un trattato di pace. Nella Res gestae divi Augusti ( "Atti del divo Augusto"), Augustus sostiene che "una penetrazione è stato fatto per quanto riguarda la città di Napata, che è accanto a Meroe.
Dopo il sacco romano, Napata fu restaurata dal re Natakamani, che rinnovò il tempio di Amon e costruì un palazzo. Successivamente, il sito fu abbandonato, i suoi edifici saccheggiati e distrutti. Ci sono prove circostanziali che questo potrebbe essere stato il risultato di cambiamenti religiosi.
Con il lento declino del regno di Meroe, conclusosi col completo collasso nel 350 d.C. circa, la città perse importanza e venne distrutta dai romani.
Successivamente si riprese ma mai tornò all'antico splendore e potenza. Ospita le rovine di numerosi templi e palazzi tra i quali un tempio di Amon ed uno di Mut.

## Economia
Situata in quello che oggi è il Sudan centrale, il regno di Napata disponeva di molte risorse. Molti giacimenti di rame e oro sfruttabili erano presenti in Nubia e l'agricoltura vi era possibile come in tutta la Valle del Nilo, mentre le piogge invernali saheliane facilitavano la pastorizia. Gli scavi archeologici a Gash-Barka hanno anche rivelato interessanti flussi commerciali, in particolare di incenso e gomme aromatiche ottenute dalla boswellia, tra il sud della penisola arabica e il Mediterraneo attraverso Bab-el-Mandeb, la regione nubiana e le oasi del deserto libico. Questa rotta permette di raggiungere il Mediterraneo dall'Arabia senza passare per il Levante e quindi di evitare le tasse che vi si praticavano. Alcune potenze levantine, come gli Assiri durante il VII secolo a.C., con le loro alte tasse sui commerci, spinsero i mercanti a prediligere la rotta africana.